# COM-B-Modell
Das COM-B-Modell ist ein psychologisches Rahmenwerk zur Verhaltensänderung, das drei notwendige Komponenten für das Auftreten eines Verhaltens (Behavior) vorschlägt. Durch die Bewertung von Fähigkeiten (Capability), Gelegenheiten (Opportunity) und Motivation (Motivation) können Führungskräfte, politische Entscheidungsträger und Verhaltenswissenschaftler verstehen, warum ein bestimmtes Verhalten auftritt und wie gezielte Interventionen entwickelt werden können, die zu einer effektiven Veränderung führen.

## Theoretischer Hintergrund
Das COM-B-Modell wurde 2011 von Susan Michie, Maartje van Stralen und Robert West entwickelt, um ein umfassenderes Rahmenwerk für das Verständnis und die Beeinflussung von Verhaltensänderungen zu schaffen.
Zu dieser Zeit gab es zahlreiche Modelle zur Verhaltensänderung, doch viele waren entweder zu eng gefasst oder zu komplex, um praktisch in unterschiedlichen Kontexten angewendet zu werden. Michie und ihre Kollegen beabsichtigten ein alternatives Modell zu entwickeln, welches inhaltlich breit gefächert und flexibel sein sollte. Die Entwicklung des COM-B-Modells erfolgte im Kontext zur Forschung im Bereich der öffentlichen Gesundheit und dort insbesondere bei der Entwicklung von Interventionen in der Raucherentwöhnung und der Förderung von körperlicher Aktivität.
Das COM-B-Modell ist Teil des umfassenderen Behavior Change Wheel (BCW), das Michie, van Stralen und West 2011 entwickelten und 2014 in einem Buch veröffentlichten. Das BCW entstand aus der Erkenntnis, dass es nicht ausreicht, lediglich die Faktoren zu verstehen, die Verhalten beeinflussen, also Fähigkeit, Gelegenheit und Motivation. Es war auch ein systematischer Ansatz erforderlich, um Interventionen zu entwerfen, die diese Faktoren gezielt adressieren können. Das Behavior Change Wheel integriert das COM-B-Modell mit einer Taxonomie von Interventionsfunktionen und politischen Kategorien, um einen strukturierten Ansatz für die Entwicklung von Verhaltensänderungsinterventionen zu bieten. Im Laufe der Jahre wurde das COM-B-Modell in zahlreichen Studien und Interventionen angewendet, von der Verbesserung individueller Verhaltensweisen in klinischen Umgebungen bis hin zur Förderung der öffentlichen Gesundheit.

## Komponenten des COM-B-Modells
Das COM-B-Modell zur Verhaltensänderung nennt Fähigkeiten (C), Gelegenheiten (O) und Motivation (M) als drei Schlüsselfaktoren, die Verhalten (B) verändern können. Fähigkeiten beziehen sich auf die psychologischen und physischen Möglichkeiten einer Person, an einer Aktivität teilzunehmen. Gelegenheiten beziehen sich auf externe Faktoren, die ein Verhalten ermöglichen. Schließlich bezieht sich Motivation auf die bewussten und unbewussten kognitiven Prozesse, die Veränderungen lenken und inspirieren.

### Fähigkeiten
Fähigkeit (Capability) im Kontext des COM-B-Modells bezieht sich darauf, ob wir das Wissen, die Fähigkeiten und die Kompetenzen besitzen, um ein Verhalten auszuführen. Dies umfasst die psychologische Fähigkeit, einschließlich mentaler Zustände, Wissen und Fertigkeiten, sowie die physische Fähigkeit. Um beispielsweise eine Person dazu zu bringen, sich in der Lage zu fühlen, ein Verhalten auszuführen oder ein Ziel zu erreichen, kann die Durchführung einer Schulung, die das Lernen unterstützt, das Gefühl der Fähigkeit stärken.

### Gelegenheiten
Gelegenheit (Opportunity) im Kontext des COM-B-Modells bezieht sich auf externe Faktoren, die die Ausführung eines Verhaltens ermöglichen. Dazu gehören physische Gelegenheiten, Gelegenheiten, die durch die Umgebung bereitgestellt werden, sowie soziale Gelegenheiten. Um beispielsweise die Möglichkeit zu schaffen, ein Verhalten wie neue Ernährungsgewohnheiten zu beginnen, könnten kostenlose Ernährungskurse hilfreich sein.

### Motivation
Motivation im Kontext des COM-B-Modells bezieht sich auf die inneren Prozesse, die Entscheidungsfindung und Verhalten beeinflussen. Laut dem Modell gibt es zwei Hauptkomponenten: reflektierte Motivation (der bewusste Prozess des Planens) und automatische Motivation (automatische Prozesse wie Impulse und Hemmungen). Um die Motivation zu verbessern, kann es beispielsweise hilfreich sein, ein gewünschtes Verhalten von etwas, das man tun muss, in etwas zu verwandeln, das man tun möchte, indem man zur Reflexion über die Vorteile dieses Verhaltens anregt.
Die COM-B-Komponenten interagieren durch positive und negative Rückkopplungsschleifen und schaffen so dynamische Verhaltenssysteme. Das Verhalten einer Person wird sich ändern, wenn die oben genannten potenziellen Hebel für Veränderung erfolgreich umgesetzt werden. Das Modell erkennt an, dass Verhalten von vielen Faktoren beeinflusst wird und dass eine Verhaltensänderung durch die Anpassung mindestens einer dieser Komponenten bewirkt wird. Das COM-B-Modell ist besonders wichtig, wenn es um Interventionsmethoden geht, da Intervenierende sicherstellen müssen, dass das erlernte Verhalten nachhaltig bleibt. Um seine Anwendung zu erleichtern, wird das COM-B-Modell oft in Verbindung mit dem Behavior Change Wheel verwendet, das Kategorien von Interventionen identifiziert, die eingesetzt werden können, um gewünschte Verhaltensweisen in einer Zielgruppe zu fördern.

## Rahmenwerk für Verhaltensänderungen
Rahmenwerke (Frameworks) für Verhaltensänderungen bilden das Fundament der angewandten Verhaltenswissenschaft. Sie werden von Verhaltenswissenschaftlern für politische Entscheidungsträger und Führungskräfte der Wirtschaft entwickelt. Diese Zusammenfassungen neuester Erkenntnisse zur Entscheidungsfindung sind unverzichtbar, um Forschungsergebnisse in öffentlichen und privaten Bereichen anzuwenden. Frameworks destillieren Strategien zur Beeinflussung menschlicher Entscheidungen in einfache, einprägsame Gedächtnisstützen oder Akronyme. Dadurch wird es möglich, komplexe theoretische Einsichten darüber, wie Menschen denken und handeln, in die Praktiken von Organisationen in allen Branchen und Umgebungen einzubringen.
Es gibt sehr viele Frameworks, jedoch wird gerade das COM-B besonders häufig eingesetzt. Gründe hierfür sind:
- Eine umfangreiche Literatur belegt seine Wirksamkeit.
- Es ist sehr breit gefächert und kann daher in vielen verschiedenen Kontexten und Bereichen angewendet werden.
- Es ist mit einem umfassenderen Werkzeugkasten verbunden, dem sogenannten Behavior Change Wheel, welches ermöglicht mit COM-B zu beginnen und zu sehr konkreten, evidenzbasierten Interventionsdesigns zu erhalten.

## Stärken und Schwächen des Modells

### Modell-Stärken
- Das COM-B-Modell erkennt an, dass Verhalten von vielen Faktoren beeinflusst wird, und ermöglicht einen umfassenden Ansatz zur Verhaltensänderung. Es berücksichtigt beispielsweise auch Faktoren außerhalb des Individuums (Gelegenheit).[4][5]
- COM-B ist fundiert und evidenzbasiert.[4]
- COM-B bietet einen strukturierten Ansatz zur Identifizierung von Barrieren für Verhalten und kann auf verschiedenen Komplexitätsniveaus dargestellt werden. Dies macht es besonders nützlich, um Beteiligte mit unterschiedlichen Bildungshintergründen einzubeziehen.[4]

### Modell-Schwächen
- Obwohl das Modell für die systematische Kategorisierung und Replikation von Interventionen zur Verhaltensänderung gelobt wird, haben einige Autoren argumentiert, dass COM-B die Variabilität von Verhalten ignoriert, indem es auf Fähigkeit, Gelegenheit und Motivation reduziert wird.[1][4]
- COM-B ist ein akademisches Modell, das hauptsächlich im Kontext von Gesundheitsverhalten verwendet wird. Seine Anwendung in anderen Bereichen kann weniger einfach sein.[4]
- Obwohl das Grundprinzip von COM-B einfach ist, kann es schwierig werden, das Modell zu erklären, sobald man in die verschiedenen Schichten der Komplexität einsteigt.[4]

## Erweiterungen des COM-B-Modells
Für ein noch detaillierteres Verständnis des Verhaltens, welches man ändern möchte, kann das COM-B-Modell durch das Theoretical Domains Framework (TDF; Theoretisches Domänenmodell) erweitert werden. Das TDF umfasst 14 detaillierte Domänen, die für Verhaltensänderungen wesentlich sind, und verknüpft diese mit den verschiedenen COM-B-Komponenten, um zusätzliche Einblicke zu bieten.
Beispielsweise identifiziert das TDF innerhalb der Komponente der psychologischen Fähigkeit vier relevante Domänen: Wissen, kognitive Fähigkeiten, Gedächtnis, Aufmerksamkeit und Entscheidungsprozesse sowie Verhaltensregulation. Nachdem man die Hindernisse für das Verhalten entweder auf der grundlegenden Ebene (COM-B) oder mit einem höheren Grad an Detail und Komplexität (TDF) diagnostiziert hat, kann man diese Erkenntnisse mit dem Behavior Change Wheel (BCW) kombinieren. Das BCW verknüpft jede COM-B-Komponente mit Interventionsfunktionen, die gemäß der Evidenz wahrscheinlich Einfluss auf diese Komponenten haben. Außerdem hilft das BCW, die Arten von politischen Maßnahmen zu identifizieren, die für die effektive Umsetzung dieser Interventionen genutzt werden können. Beispielsweise kann man bei der Überwindung von Barrieren in der reflektierten Motivation Strategien wie Bildung, Überzeugung, Anreize oder Zwang anwenden.
Im Werkzeugset, das mit COM-B verbunden ist, gibt es auch eine umfassende Taxonomie von Behavior Change Techniques (BCTs; Verhaltensänderungstechniken), die genutzt werden kann, um den Inhalt einer Intervention genauer zu spezifizieren. BCTs sind die „aktiven psychologischen Zutaten“ einer Intervention, die entweder einzeln oder in Kombination mit anderen BCTs eingesetzt werden können, um Verhalten zu ändern. Durch die Kombination aller mit COM-B verbundenen Werkzeuge erhalten wir ein robustes und handlungsorientiertes Modell, das auf progressive Weise mit zunehmender Komplexität aufgebaut wird, um von der Diagnose bis zum Interventionsdesign, der Politikgestaltung und der Implementierung zu gelangen.

## Anwendungsbereiche

### COM-B im Gesundheitswesen
Im Gesundheitswesen hat sich das COM-B-Modell als wertvolles Instrument zur Gestaltung von Interventionen erwiesen, die Patientenergebnisse verbessern und sich positiv auf gesundheitsfördernde Verhaltensweisen auswirken. Durch die Berücksichtigung der drei Kernkomponenten (Fähigkeit, Gelegenheit und Motivation) können Gesundheitsdienstleister effektivere Strategien für die Einhaltung von Behandlungsplänen, Medikamentenroutinen und Lebensstiländerungen entwickeln. Beispielsweise wurde COM-B eingesetzt, um die Impfquote zu erhöhen, das Management chronischer Krankheiten zu verbessern und die Teilnahme der Patienten an Vorsorgeuntersuchungen zu steigern. Indem systematisch die Barrieren für Verhaltensänderungen identifiziert und angegangen werden, ermöglicht COM-B Gesundheitsfachkräften, Interventionen zu gestalten, die den spezifischen Bedürfnissen und Umständen ihrer Patienten angepasst sind. Dies führt zu besseren Gesundheitsergebnissen und nachhaltigeren Verhaltensänderungen, wie etwa in den Bereichen Bewegung und Ernährung.

### COM-B in der öffentlichen Politik
Auch in der öffentlichen Politik wird das COM-B-Modell häufig eingesetzt, um politische Maßnahmen zu entwerfen und umzusetzen, die darauf abzielen, Verhaltensweisen in der Bevölkerung zu ändern. Ob es um die Förderung des Recyclings, die Reduzierung von Raucherquoten oder die Förderung körperlicher Aktivität geht, dass COM-B-Modell bietet einen Rahmen für das Verständnis der Verhaltensfaktoren auf gesellschaftlicher Ebene.
Durch die Förderung der Fähigkeit können politische Entscheidungsträger sicherstellen, dass Bürger das notwendige Wissen und die Fähigkeiten haben, um gewünschte Verhaltensweisen auszuführen. Durch die Verbesserung von Gelegenheiten, etwa durch den Zugang zu öffentlichen Dienstleistungen oder die Schaffung unterstützender Umgebungen, wird das Handeln erleichtert. Schließlich können Motivation durch öffentliche Aufklärungskampagnen oder Anreize gefördert werden, um Bürger zu inspirieren, vorteilhafte Verhaltensweisen anzunehmen und beizubehalten.

### COM-B und organisatorisches Verhalten
Im Bereich des organisatorischen Verhaltens wird das COM-B-Modell zunehmend eingesetzt, um Veränderungen innerhalb von Unternehmen und Institutionen voranzutreiben. Organisationen stehen häufig vor der Herausforderung, Mitarbeiter zu ermutigen, neue Prozesse zu übernehmen, kulturelle Veränderungen anzunehmen oder kontinuierliches Lernen zu fördern. Durch die Anwendung des COM-B-Modells können organisatorische Führungskräfte Barrieren für Veränderungen identifizieren und gezielte Interventionen entwickeln, die diese Hindernisse angehen. Zum Beispiel könnte die Verbesserung der Fähigkeit Schulungsprogramme umfassen, um die notwendigen Fähigkeiten für neue Aufgaben zu entwickeln. Die Verbesserung der Gelegenheit könnte eine Umstrukturierung von Arbeitsabläufen oder die Bereitstellung von Werkzeugen und Ressourcen umfassen. Die Förderung der Motivation könnte durch die Angleichung von Unternehmenszielen an persönliche Werte oder die Schaffung von Anreizprogrammen erreicht werden.

## Anwendungsbeispiel
Christina Jackson schlug die Anwendung des COM-B-Modells auf Adhärenz gegenüber einer Medikation als Rahmen für Forschung und Interventionen vor. Um die Vielzahl an Faktoren zu analysieren, die mit mangelnder Adhärenz zusammenhängen, führten Jackson und ihr Team eine umfassende Untersuchung qualitativer und quantitativer Studien zu diesem Thema durch. Sie ordneten die zahlreichen in der Forschung dokumentierten Faktoren in das COM-B-Modell ein. Dieses Modell bietet eine Erklärung dafür, warum Patienten Schwierigkeiten haben, eine empfohlene Behandlung einzuhalten oder ablehnen. Durch das Verständnis der individuellen Anreize und Barrieren kann ein zielgerichteter Ansatz entwickelt werden, der moderne digitale Hilfsmittel nutzt, um Patienten dabei zu unterstützen, ihre Erkrankung langfristig besser zu managen. Ziel des Modells ist es, sowohl Forschern im Bereich der Adhärenz als auch medizinischen Fachkräften praktische Hilfsmittel an die Hand zu geben, um Patienten bei der Einhaltung ihrer Behandlung zu unterstützen. Darüber hinaus bildet es die Grundlage für die personalisierten und skalierbaren Lösungen von Atlantis Healthcare, die auf die Bedürfnisse der Pharmaindustrie, Gesundheitsdienstleister und anderen Akteuren weltweit zugeschnitten sind.

## Wissenschaftliche Forschung
- Asghar, S., Atif, M., & Arshad, S. (2024). An exploratory study to identify the factors influencing community pharmacist retention by using COM-B model. Research in social & administrative pharmacy: RSAP, 20(8), 786-795. http://dx.doi.org/10.1016/j.sapharm.2024.05.001
- Yang, Y., Gao, Y., An, R., & Wan, Q. (2024) Barriers and facilitators to exercise adherence in community-dwelling older adults: A mixed-methods systematic review using the COM-B model and Theoretical Domains Framework. International journal of nursing studies, 157, 104808. https://doi.org/10.1016/j.ijnurstu.2024.104808
- suwanbamrung, C., Srinam, B., Promkool, P., Suwannakarn, W., Siripanich, S., Rahman, M. S., & Stanikzai, M. H. (2024) Uptake of COVID-19 vaccine among high-risk urban populations in Southern Thailand using the COM-B model. PloS one, 19(3), e0300509 http://dx.doi.org/10.1371/journal.pone.0300509
- Gong, G., Dong, A., Zhang, Z., & Mao, J. (2024) Medication adherence and predictive factors among patients with rheumatoid arthritis: A COM-B model guided structural equation modeling analysis. Patient education and counseling, 119, 108080. http://dx.doi.org/10.1016/j.pec.2023.108080
- Maxwell-Smith, C., Breare, H., Dominguez Garcia, A., Sim, T. F., Blackford, K., Chih, H. J., Jancey, J., & Mullan, B. A. (2024) Pharmacists' perceptions and delivery of health behaviour change recommendations: Mapping the COM-B model. Research in social & administrative pharmacy: RSAP, 20(2), 115-123. http://dx.doi.org/10.1016/j.sapharm.2023.10.008
- Tomas, V., Kingsnorth, S., Kirsh, B., Anagnostou, E., & Lindsay, S. (2023) Using the COM-B Model and Theoretical Domains Framework to Understand Workplace Disclosure Experiences, Influencers, and Needs Among Autistic Young Adults. Journal of autism and developmental disorders, 53(12), 4772-4786. https://doi.org/10.1007/s10803-022-05766-x
- Johnson, J. L., Blefari, C., & Marotti, S. (2024). Application of the COM-B model to explore barriers and facilitators to participation in research by hospital pharmacists and pharmacy technicians: A cross-sectional mixed-methods survey. Research in social & administrative pharmacy: RSAP, 20(1), 43-53. http://dx.doi.org/10.1016/j.sapharm.2023.10.002
- Taiminen, H. (2023). Combining the COM-B Model and Habit Theory to Leverage Understanding of Adolescents’ Tooth-Brushing Behavior. Journal of Nonprofit & Public Sector Marketing, 35(5), 553-567. http://dx.doi.org/10.1080/10495142.2022.2130495
- Madhini, A., & Finlay, K. A. (2022). Using the COM-B model to characterize the barriers and facilitators of pre-exposure prophylaxis (PrEP) uptake in men who have sex with men. British journal of health psychology, 27(4), 1330-1353. https://doi.org/10.1111/bjhp.12605
- Ren, Z., Zhang, A., Fan, X., Feng, J., & Xia, H. (2023). Utility of the capability, opportunity, and motivation behaviour (COM-B) model in explaining the negative association between pre-pregnancy body mass index and exclusive breastfeeding at six weeks postpartum. Appetite, 188, 106631. http://dx.doi.org/10.1016/j.appet.2023.106631

## Zusätzliche Belege
- Video-Vorstellung des COM-B-Modells von Professorin Susan Michie[18]

## Belege
1. 1 2 3 4 5 6 7 8 9 10 11 12 13 14 15 16 17  The COM-B Model for Behavior Change. Abgerufen am 20. November 2024.
2. 1 2 3 4 5 6 7 8 9 10 11  Michie, S., van Stralen, M. M. & West, R. (2011). The behaviour change wheel: a new method for characterising and designing behaviour change interventions. Implementation science, 6, 42. https://doi.org/10.1186/1748-5908-6-42/
3. ↑  S. Michie, M. M. van Stralen & R. West (2014). The Behaviour Change Wheel: A Guide to Designing Interventions. London: Silverback Publishing. ISBN 978-1-912141-00-5/
4. 1 2 3 4 5 6 7 8 9 10  The COM-B Model. Abgerufen am 20. November 2024.
5. ↑  Anwendung von COM-B auf  Adhärenz gegenüber einer Medikation. Abgerufen am 22. November 2024.
6. ↑  Michie, S., Johnston, M., Abraham, C., Lawton, R., Parker, D., & Walker, A. (2005). Making psychological theory useful for implementing evidence based practice: A consensus approach. Quality and Safety in Health Care, 14(1), 26–33. https://doi.org/10.1136/qshc.2004.011155/
7. ↑  Cane, J., O’Connor, D., & Michie, S. (2012). Validation of the theoretical domains framework for use in behaviour change and implementation research. Implementation Science, 7(1), 37. https://doi.org/10.1186/1748-5908-7-37
8. ↑  Michie, S., Richardson, M., Johnston, M., Abraham, C., Francis, J., Hardeman, W., ... & Wood, C. E. (2013). The Behavior Change Technique Taxonomy (v1) of 93 hierarchically clustered techniques: Building an international consensus for the reporting of behavior change interventions. Annals of Behavioral Medicine, 46(1), 81–95. https://doi.org/10.1007/s12160-013-9486-6
9. ↑   Suwanbamrung, C., Srinam, B., Promkool, P., Suwannakarn, W., Siripanich, S., Rahman, M. S., & Stanikzai, M. H. (2024) Uptake of COVID-19 vaccine among high-risk urban populations in Southern Thailand using the COM-B model. PloS one, 19(3), e0300509 http://dx.doi.org/10.1371/journal.pone.0300509
10. ↑  McGrath, A., Lambe, B., Matthews, E., McDonnell, K., Harrison, M. & Kehoe, B. (2024). Determinants of physical activity promotion in primary care from the patient perspective of people at risk of or living with chronic disease: a COM-B analysis. BMC primary care, 25(1), 190. https://doi.org/10.1186/s12875-024-02440-2
11. ↑  O’Donovan, B., Mooney, T., Rimmer, B., Fitzpatrick, P., Flannelly, G., Doherty, L., Martin, C., O’Leary, J., O’Connor, M. & Sharp, L. (2021). Advancing understanding of influences on cervical screening (non)-participation among younger and older women: A qualitative study using the theoretical domains framework and the COM-B model. Health expectations : an international journal of public participation in health care and health policy, 24(6), 2023–2035. https://doi.org/10.1111/hex.13346
12. ↑  Roy, D., Berry, E. & Dempster, M. (2022). "If it is not made easy for me, I will just not bother". A qualitative exploration of the barriers and facilitators to recycling plastics. PloS one, 17(5), e0267284. https://doi.org/10.1371/journal.pone.0267284
13. ↑  Hartwell, G., Egan, M. & Petticrew, M. (2020). Understanding decisions to use e-cigarettes or behavioural support to quit tobacco: a qualitative study of current and ex-smokers and stop smoking service staff. Addiction (Abingdon, England), 115(3), 518–526. https://doi.org/10.1111/add.14844
14. ↑  Brown, C. E. B., Richardson, K., Halil-Pizzirani, B., Atkins, L., Yücel, M. & Segrave, R. A. (2024). Key influences on university students' physical activity: a systematic review using the Theoretical Domains Framework and the COM-B model of human behaviour. BMC public health, 24(1), 418. https://doi.org/10.1186/s12889-023-17621-4
15. ↑  Gradidge, P. J.‑L., Alsop, T., Palmeira, A., Gordon, N. F. & Gomersall, S. (2024). A Qualitative Analysis of Workers Perceptions on the Role of Management in Promoting Health Behavior, Informed by the COM-B Model. Journal of occupational and environmental medicine, 66(11), 919–923. https://doi.org/10.1097/JOM.0000000000003198
16. ↑  Jackson C, Eliasson L, Barber N, Weinman J. (2014) Applying COM-B to medication adherence. The European Health Psychologist, 16(1), 7-17 https://www.ehps.net/ehp/index.php/contents/article/view/ehp.v16.i1.p7/1072
17. 1 2  Anwendung von COM-B auf Adhärenz gegenüber einer Medikation. Abgerufen am 4. Dezember 2024.
18. ↑  Michie, S. (2020). Introducing COM-B https://vimeo.com/439364619/